# 생식주의

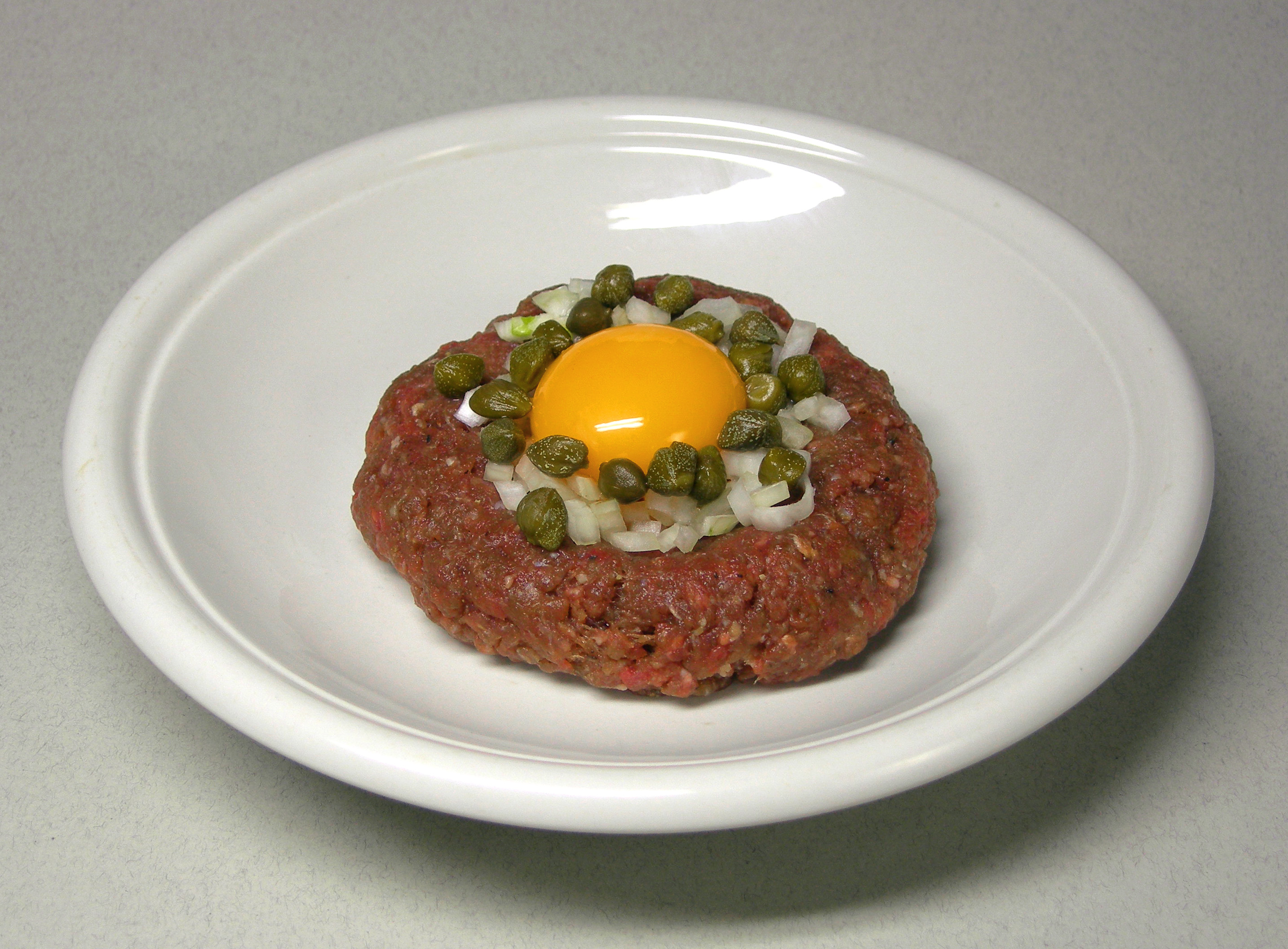

생식주의는 대부분 불이나 열에 데우지 않는 날로 먹는 및 가공되지 않는 음식을 먹는 식이요법이다.

## 같이 보기
- 과식주의
- 요리